# بیلی بل (بازیکن فوتبال)
بیلی بل (انگلیسی: Billy Bell؛ زادهٔ ۱۹۰۴) بازیکن فوتبال اهل بریتانیا است.
از باشگاه‌هایی که در آن بازی کرده‌است می‌توان به باشگاه فوتبال منزفیلد تاون، باشگاه فوتبال بلیث اسپارتانس، باشگاه فوتبال تورکی یونایتد، باشگاه فوتبال لینکولن سیتی، و باشگاه فوتبال لستر سیتی اشاره کرد.